# Brychius albertanus
Brychius albertanus är en skalbaggsart som beskrevs av Carr 1928. Brychius albertanus ingår i släktet Brychius och familjen vattentrampare. Inga underarter finns listade i Catalogue of Life.